# Собор в Атессе
Собор Святого Леуция (итал. Cattedrale di San Leucio) — собор архиепархии Кьети-Васто Римско-католической церкви в городе Атесса, в провинции Кьети, в регионе Абруццо, в Италии.
По преданию, собор построен на месте, где некогда была пещера дракона, убитого святым епископом Леуцием из Бриндизи.

## История
Согласно письменным источникам, первая церковь в честь святого Леуция в Атессе была построена в 874 году.
Томмазо Бартолетти говорит о реставрации храма в 1312 году. Тогда же церковь была украшена розой школы Петрини из Ланчано, увенчанной Агнцом с крестом и символами четырёх евангелистов по сторонам.
К середине XIV века собор приобрел форму базилики с тремя нефами со стрельчатыми арками.
В 1596 году резчиками по дереву Антонио Парволо и Джамбаттиста Черинола были созданы большая кустодия и навес для главного алтаря.
В 1750 году в соборе началась капитальная реконструкция. Появились два новых нефа, башни и новый фасад, завершавшийся изогнутым фронтоном с волютами по бокам.
Все работы по реконструкции храма были завершены до 1767 года. В том же году внутреннее убранство церкви было украшено деревянными хорами, кафедрой, корпусом для органа и двумя сиденьями магистрата работы резчика по дереву Машо.
В начале 1890 года, во время строительства дороги, были разрушены здания, которые находились рядом с собором.
В 1935 году Главное управление Абруццо провело серьезные реставрационные работы в соборе. Церкви вернули оригинальный средневековый фасад, построили треугольный фронтон, окнам над боковыми порталами придали круглую форму и переместили ниже ниши с символами евангелистов.
В 2003 году во время реставрации хоров были обнаружены две фрески XIII—XIV веков.
В соборе хранится серебряная дароносица, украшенная тиснением и эмалью, 1418 года работы Николы да Гуардиагреле.

### Святой Леуций из Бриндизи и дракон

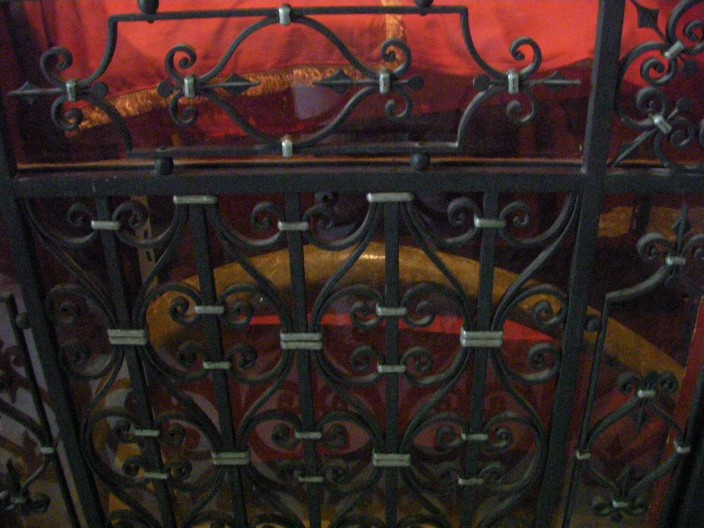
Ребро дракона в Соборе Святого Леуция

По преданию, Святой Леуций, епископ Бриндизи убил дракона, который сеял ужас среди жителей Ате и Тиксии, двух поселений на территории будущего города Атессы, не давая им объединиться. Убив дракона, Святой Леуций отдал его кровь и ребро местным жителям в память о случившемся. Ребро сейчас хранится в соборе, освященном в честь победителя дракона.

## Описание
Храм представляет собой базилику с пятью нефами без апсиды. Архитектура собора несёт на себе следы былых перестроек.
Величественный фасад с двумя массивными лестничными пролетами по бокам, которые ведут на балкон перед тремя порталами. Над боковыми порталами два круглых окна. Над центральным порталом небольшой люнет с мозаичным изображением Богоматери. По центру на фасаде находится роза работы Петрини в обрамлении в стиле позднего барокко. Под розой пять небольших ниш.
Интерьер храма отделан позолотой и искусственным мрамором также в стиле позднего барокко.

## Галерея

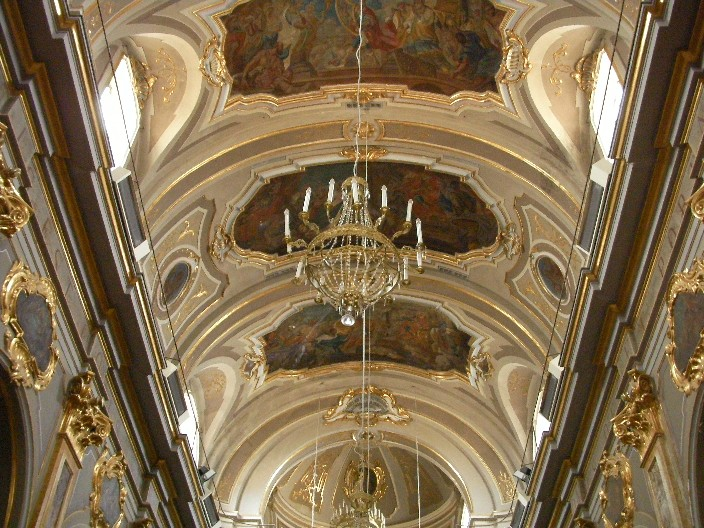
Потолок
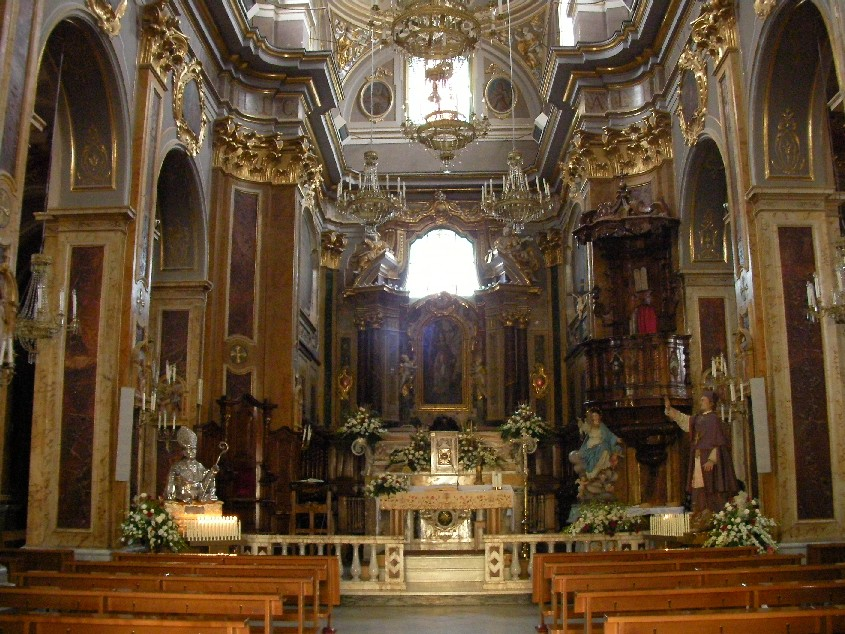
Интерьер
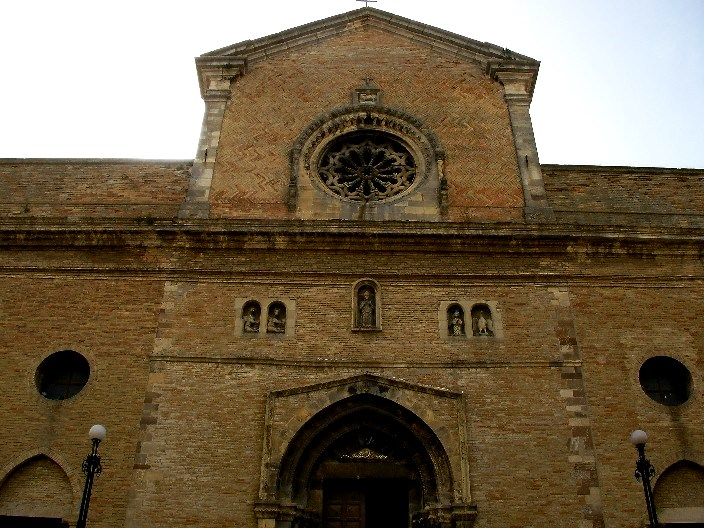
Фасад